# Lope Agirre
Lope Agirre (špa.: Lope de Aguirre; oko 1510. – 27. listopada 1527.) bio je baskijsko-španjolski konkvistador u Južnoj Americi. Dobio je nadimak El Loco (luđak). Agirre je najpoznatiji po svojoj završnoj ekspediciji, niz rijeku Amazonu, u potrazi za mitskim El Doradom. Na početku je bio mali činovnik ekspedicije, ali kasnije se pobunio i stekao kontrolu nad njom, te se zatim pobunio i protiv španjolskog kralja Filipa II. Do kraja ekspedicije, Agirre je bio poražen i ubijen. Od tada, on je smatran simbolom okrutnosti i izdaje u kolonijalnoj španjolskoj Americi,  te je postao antijunak u književnosti, filmu i drugim područjima umjetnosti.

## U Španjoskoj
Aguirre je rođen oko 1510. u dolini Araotz (doline i zaseoku pripadaju Oñatiju), u blizini Arantzazua u pokrajini Gipuskoa, dijelu Španjolske Baskije. On je bio sin nekog plemića, vjerojatno iz obitelji sudskih službenika. Agirre je bio u svojim dvadesetima i živio u Sevilli kad se Hernando Pizarro vratio iz Perua i donio blaga Inka, nadahnjući Agirrea da krene njegovim stopama.

## U Novom svijetu
Aguirre vjerojatno se prijavio u ekspediciji od 250 ljudi izabranih pod Rodrigom Buranom. On je stigao u Peru 1536. ili 1537. U Cuzcu, Agirre je, među ostalim aktivnostima, bio zadužen za obuku pastuha. Kao konkvistador, međutim, ubrzo je postao zloglasan zbog svog nasilja, okrutnosti i pobune.
Godine 1544., Aguirre je bio na strani prvog potkralja Perua, Blasca Núñeza Vele, koji je stigao iz Španjolske s nalozima za provedbu novih zakona, suzbijanjem parcela, i oslobađanjem domorodaca. Mnogi od konvistadora su odbijali provedbu tih zakona, koji su im zabranjivali iskorištavanje Indijanaca. Agirre je, međutim,  sudjelovao u zavjeri s Melchorom Verdugom kako bi oslobodili potkralja (koji je bio zatočen na otoku San Lorenzo), i na taj način se okrenuo protiv Gonzala Pizarra (vođe frakcije protivnika potkralja i novih zakona). Nakon neuspjelog pokušaja, pobjegli su iz Lime na Cajamarcu i počeli    okupljati ljude za pomoć banu. U međuvremenu ,potkralj je pobjegao, zahvaljujući  oidoruAlvarezu u Tumbesu te je formirao malu vojsku, misleći da će se podići čitavu zemlju zemlju pod kraljevskom zastavom.  Potkraljev otpor Pizarru i njegovu zamjeniku Franciscu de Carvajalu, zloglasnom " demonu Anda " će trajati dvije godine, dok nije poražen u Añaquitu 18. siječnja 1546.
Agirre i Melchor Verdugo (pokršteni Židov )  su otišli na područje današnje Nikaragve ploveći do Trujilla s 33 ljudi. Verdugo je promaknuo u čin satnika Rodriga de Esquivela i Nuña de Guzmána, Agirrea u čin časničkog namjesnika te P. Henao u contadora. Henao će kasnije sudjelovati u ekspediciji Pedro de Ursu u Omagua i El Dorado. Međutim, godine 1551., Agirre se vratio u Potosí (tada još uvijek dio Bolivije, danas dio Perua ). Sudac Francisco de Esquivel ga je dao uhititi i optužiti za kršenju zakona o zaštiti Indijanaca. Sudac je odbacio Agirreove primjedbe i njegove tvrdnje o plemstvu i osudio ga na javno šibanje. Ranjenog ponosa, Agirre je čekao do kraja sučeve mandata. Bojeći se Agirreove odmazde, sudac je pobjegao, stalno mijenjaju svoje prebivalište.
Agirre je nastavio potjeru pješke Esquivelom sve do Lime, Quita te zatim do Cuzca. U tri godine je prešao 6000 km pješice, bosonog, na tragu Esquivelu. Vojnici su slijedili sa zanimanjem ovu tvrdoglavu potjeru. Konačno, Agirre ga je našao u Cuzcu, u upraviteljevoj vili. Esquivel je drijemao u knjižnici a Agirre mu je prerezao sljepoočnice. Zaštićen od prijatelja koji su ga skrivali, pobjegao je iz Cuzca, našavši utočište s rođakom u Guamangi.
Godine 1554., kada je trebalo suzbiti pobunu Hernándeza Giróna, Alonzo de Alvarado je osigurao oprost za svakoga tko je bio uvršten u njegovu vojsku i bio povezan s Agirreom. Agirre borio i bio ranjen u bitci kod Giron protiv Chuquinga, što je rezultiralo u neizlječivim šepanjem koji bi ga udaljilo od njegovih suboraca.

## Potraga za El Doradom
Zajedno sa svojom kćeri se pridružio se godine 1560. ekspediciji Pedra de Ursúe niz rijeke Marañón i Amazonu s 300 Španjolaca i stotinu domorodaca. Stvarni cilj Ursúe bio je poslati veterane iz negdašnjih peruanskih građanskih ratova daleko koristeći mit o Eldoradu kao mamac kako bi ih odvukao od izazivanja nevolja. Godinu dana kasnije, on je sudjelovao u zbacivanju i ubijanju Ursúe i njegovog nasljednika Fernanda de Guzmána, u kojem je na koncu uspio. On i njegovi ljudi stigli su do Atlantika (vjerojatno rijeke Orinoco), uništavajući domorodačka sela na putu. 23. ožujka 1561., Agirre pozvao 186 kapetana i vojnika da potpišu akt kojim bi ga proglasili princem Perua, Tierra Firma i Čilea.
On je navodno izjavio godine 1561:
Ja sam Božji gnjev,

Princ slobode, 

Gospodar Tierra Firme i provincija Čilea

Godine 1561. on je zaposjeo Isla Margarita i brutalno potiskivao bilo kakvo protivljenje svojoj vlasti, ubivši guvernera i mnoge nevine ljude. Kad je prešao na kopno u pokušaju zauzimanja Paname, njegovom otvorenom buntu protiv španjolske krune došao kraj. Bio je okružen u Barquisimetu, Venezuela, gdje je ubio vlastitu kćer, Elviru, "jer netko koga sam toliko volio ne bi trebao doći u krevet nezgrapnih ljudi". Također je ubio nekoliko sljedbenika koji su ga namjeravali uhvatiti. Na je koncu bio zarobljen i upucan na smrt. Agirreovo je tijelo rasječeno na četvrtine i razaslano po raznim gradovima diljem Venezuele.

## U popularnoj kulturi
Agirreov lik je prikazan u filmu dva puta: u alegorijskim filmu Aguirre, gnjev Božji iz 1972. s Klausom Kinskijem u naslovnoj ulozi, te u filmu El Dorado iz 1988. s Omerom Antonuttijem u naslovnoj ulozi.
Agirreova je nesretna plovidba tema knjige Stephena Minte iz 1995. pod naslovom Aguirre: The Re-Creation of a Sixteenth-Century Journey Across South America, u kojem Minta ide tragovima ekspedicije.
Aguirre je također prikazan u obrazovnoj videoigri The Amazon Trail.